# Barão de São Roque
Barão de São Roque é um título nobiliárquico criado por D. Maria II de Portugal, por Decreto de 7 de Junho de 1852, em favor de José Pereira Torres.
Titulares
1. José Pereira Torres, 1.º Barão de São Roque;
2. José de Oliveira Torres, 2.º Barão de São Roque;
3. José António Cardoso de Oliveira Torres, 3.º Barão de São Roque.

Após a Implantação da República Portuguesa, e com o fim do sistema nobiliárquico, usaram o título: 
1. Artur Xavier Norton, 4.° Barão de São Roque;
2. Manuel Artur de Fraga Norton, 5.° Barão de São Roque;
3. Artur Teixeira da Mota Norton, 6.º Barão de São Roque.